# Lycaena nigroapicata
Lycaena nigroapicata är en fjärilsart som beskrevs av Tutt 1906. Lycaena nigroapicata ingår i släktet Lycaena och familjen juvelvingar. Inga underarter finns listade i Catalogue of Life.